# Beth Herr
| Posities op de WTA-ranglijst Positie per einde seizoen: \| jaar \| rang enkelspel \| rang dubbelspel \| \| ---- \| -------------- \| --------------- \| \| 1981 \| [2] 101 \| – \| \| 1982 \| [3] 44 \| – \| \| 1983 \| 43 \| – \| \| 1984 \| 39 \| – \| \| 1985 \| 85 \| – \| \| 1986 \| 52 \| 40 \| \| 1987 \| 126 \| 49 \| \| 1988 \| 97 \| 27 \| \| 1989 \| 132 \| 64 \| \| 1990 \| 364 \| 262 \| |                |                 |
| jaar | rang enkelspel | rang dubbelspel |
| 1981 | 101            | –               |
| 1982 | 44             | –               |
| 1983 | 43             | –               |
| 1984 | 39             | –               |
| 1985 | 85             | –               |
| 1986 | 52             | 40              |
| 1987 | 126            | 49              |
| 1988 | 97             | 27              |
| 1989 | 132            | 64              |
| 1990 | 364            | 262             |

Beth Herr (Middletown (Ohio), 28 mei 1964) is een voormalig tennisspeelster uit de Verenigde Staten van Amerika. Herr speelt rechtshandig en heeft een tweehandige backhand. Zij was actief in het proftennis van 1981 tot en met 1990.

## Loopbaan

### Enkelspel
Herr debuteerde in januari 1981 op de Avon Championships van Cincinnati. Zij verloor in de eerste ronde van Martina Navrátilová. Een maand later bereikte zij op de Avon Futures van Nashville de halve finale. Later dat jaar had zij haar grandslamdebuut op het US Open.
Herr stond in 1984 voor het eerst in een WTA-finale, op het toernooi van Pennsylvania – zij verloor van de Zweedse Catarina Lindqvist. Later dat jaar volgde een tweede WTA-finaleplaats, op het Borden Classic-toernooi in Tokio. In 1986 veroverde zij haar eerste WTA-titel, op het toernooi van Phoenix, door landgenote Ann Henricksson te verslaan. Dit bleef haar enige enkelspeltitel. Later dat jaar bereikte zij nog wel eenmaal de finale, op het WTA-toernooi van Tulsa.
Haar beste resultaat op de grandslamtoernooien is het bereiken van de derde ronde. Haar hoogste notering op de WTA-ranglijst is de 31e plaats, die zij bereikte in augustus 1983.

### Dubbelspel
Herr behaalde in het dubbelspel betere resultaten dan in het enkelspel. Zij debuteerde in 1981 op het WTA-toernooi van Seattle, samen met landgenote Kathleen Cummings. Later dat jaar speelde zij haar eerste grandslampartij, op het US Open, samen met landgenote Lisa Bonder – zij bereikten de tweede ronde. Medio 1983 bereikte zij met Bonder de halve finale op het WTA-toernooi van Hittfeld (Duitsland). Vier weken later stond zij voor het eerst in een WTA-finale, op de US Clay Court Championships, samen met landgenote Gigi Fernández – zij verloren van het koppel Kathleen Horvath en Virginia Ruzici. In 1986 veroverde Herr haar eerste WTA-titel, op het toernooi van Berkeley (North Face Open), met landgenote Alycia Moulton aan haar zijde, door het koppel Amy Holton en Elna Reinach te verslaan. Met Moulton won zij een week later ook de titel in San Diego. In 1987 won zij een WTA-toernooi in Phoenix en een titel op het South African Open dat toen niet meer door de WTA maar door de ITF werd georganiseerd. Ten slotte won Herr in 1988 nog twee titels, in Cincinnati en in New Orleans, beide samen met landgenote Candy Reynolds. Hiermee kwam haar aantal WTA-dubbelspeltitels op vijf.
Haar beste resultaat op de grandslamtoernooien is het bereiken van de kwartfinale, op het US Open 1982, samen met landgenote Penny Barg. Haar hoogste notering op de WTA-ranglijst is de 26e plaats, die zij bereikte in oktober 1988.

#### Gemengd dubbelspel
Haar beste resultaat in deze discipline is het bereiken van de halve finale, op Roland Garros 1986, met de Mexicaan Jorge Lozano aan haar zijde.

## Persoonlijk
Na haar tennisloopbaan trouwde Herr met Steve Bellamy, de oprichter van de Amerikaanse tv-netwerken Tennis Channel en The Ski Channel.

## Palmares
| Legenda                |
| ---------------------- |
| Grandslamtoernooi      |
| Olympische Spelen      |
| Year-End Championships |
| Tier I                 |
| Tier II                |
| Tier III               |
| Tier IV & V            |

### WTA-finaleplaatsen enkelspel
| nr.              | finale     | toernooi    | ondergrond    | tegenstandster     | score         |
| ---------------- | ---------- | ----------- | ------------- | ------------------ | ------------- |
| gewonnen finales |            |             |               |                    |               |
| 1.               | 1986-03-30 | WTA Phoenix | hardcourt (i) | Ann Henricksson    | 6-0, 3-6, 7-5 |
| verloren finales |            |             |               |                    |               |
| 1.               | 1984-01-15 | WTA Hershey | tapijt (i)    | Catarina Lindqvist | 4-6, 0-6      |
| 2.               | 1984-10-07 | WTA Tokio   | hardcourt     | Etsuko Inoue       | 0-6, 0-6      |
| 3.               | 1986-09-28 | WTA Tulsa   | hardcourt     | Lori McNeil        | 0-6, 1-6      |

### WTA-finaleplaatsen vrouwendubbelspel
| nr.              | finale     | toernooi          | ondergrond | partner            | tegenstandsters                        | score         |
| ---------------- | ---------- | ----------------- | ---------- | ------------------ | -------------------------------------- | ------------- |
| gewonnen finales |            |                   |            |                    |                                        |               |
| 1.               | 1986-07-27 | WTA Berkeley      | hardcourt  | Alycia Moulton     | Amy Holton Elna Reinach                | 6-1, 6-2      |
| 2.               | 1986-08-03 | WTA San Diego     | hardcourt  | Alycia Moulton     | Elise Burgin Rosalyn Fairbank          | 5-7, 6-2, 6-4 |
| 3.               | 1987-03-15 | WTA Phoenix       | hardcourt  | Penny Barg         | Mary-Lou Piatek Anne White             | 2-6, 6-2, 7-6 |
| 4.               | 1988-08-07 | WTA Cincinnati    | hardcourt  | Candy Reynolds     | Lindsay Bartlett Helen Kelesi          | 4-6, 7-6, 6-1 |
| 5.               | 1988-10-09 | WTA New Orleans   | hardcourt  | Candy Reynolds     | Lori McNeil Betsy Nagelsen             | 6-4, 6-4      |
| verloren finales |            |                   |            |                    |                                        |               |
| 1.               | 1983-08-07 | WTA Indianapolis  | gravel     | Gigi Fernández     | Kathleen Horvath Virginia Ruzici       | 6-4, 6-7, 2-6 |
| 2.               | 1985-10-20 | WTA Japan (Tokio) | hardcourt  | Laura Gildemeister | Belinda Cordwell Julie Richardson      | 4-6, 4-6      |
| 3.               | 1986-11-09 | WTA Little Rock   | tapijt (i) | Iva Budařová       | Svetlana Parchomenko Larisa Savtsjenko | 2-6, 6-1, 1-6 |
| 4.               | 1988-09-18 | WTA Phoenix       | hardcourt  | Terry Phelps       | Elise Burgin Rosalyn Fairbank          | 7-6, 6-7, 6-7 |
| 5.               | 1989-04-16 | WTA Singapore     | hardcourt  | Ann Henricksson    | Belinda Cordwell Elizabeth Smylie      | 7-6, 2-6, 1-6 |
| 6.               | 1989-04-23 | WTA Japan (Tokio) | hardcourt  | Ann Henricksson    | Jill Hetherington Elizabeth Smylie     | 1-6, 3-6      |

### Gewonnen ITF-toernooien dubbelspel
| nr. | finale     | toernooi                         | dotatie  | ondergrond | partner        | tegenstandsters in finale    | score    |
| --- | ---------- | -------------------------------- | -------- | ---------- | -------------- | ---------------------------- | -------- |
| 1.  | 1987-11-22 | South African Open, Johannesburg | $ 25.000 | hardcourt  | Barbara Gerken | Mariaan de Swardt Rene Mentz | 7-6, 6-2 |

## Resultaten grandslamtoernooien
| Legenda | Legenda                          |
| ------- | -------------------------------- |
| g.t.    | geen toernooi gehouden           |
| l.c.    | lagere categorie                 |
| –       | niet deelgenomen                 |
| G       | uitgeschakeld in de groepsfase   |
| 1R      | uitgeschakeld in de eerste ronde |
| 2R      | uitgeschakeld in de tweede ronde |
| 3R      | uitgeschakeld in de derde ronde  |
| 4R      | uitgeschakeld in de vierde ronde |
| KF      | uitgeschakeld in de kwartfinale  |
| HF      | uitgeschakeld in de halve finale |
| F       | de finale verloren               |
| W       | het toernooi gewonnen            |
| w-v     | winst/verlies-balans             |

### Enkelspel
| toernooi        | 1981 | 1982 | 1983 | 1984 | 1985 | 1986 | 1987 | 1988 | 1989 | w-v |
| --------------- | ---- | ---- | ---- | ---- | ---- | ---- | ---- | ---- | ---- | --- |
| Australian Open | –    | –    | 1R   | 1R   | –    | g.t. | –    | –    | 1R   | 0-3 |
| Roland Garros   | –    | 3R   | 2R   | 1R   | 2R   | 1R   | 1R   | 1R   | 1R   | 3-8 |
| Wimbledon       | –    | –    | 2R   | 1R   | 1R   | 1R   | 3R   | 1R   | 1R   | 3-7 |
| US Open         | 1R   | 3R   | 2R   | –    | 2R   | 2R   | 1R   | 2R   | 2R   | 7-8 |

### Vrouwendubbelspel
| toernooi        | 1981 | 1982 | 1983 | 1984 | 1985 | 1986 | 1987 | 1988 | 1989 | 1990 |
| --------------- | ---- | ---- | ---- | ---- | ---- | ---- | ---- | ---- | ---- | ---- |
| Australian Open | –    | –    | 1R   | –    | –    | g.t. | –    | –    | 3R   | –    |
| Roland Garros   | –    | 1R   | 1R   | 1R   | 2R   | 1R   | 3R   | 2R   | 3R   | 1R   |
| Wimbledon       | –    | –    | 2R   | 1R   | 1R   | 2R   | 2R   | 3R   | 2R   | 2R   |
| US Open         | 2R   | KF   | 1R   | –    | 2R   | 1R   | 1R   | 2R   | 1R   | –    |

### Gemengd dubbelspel
| toernooi        | 1982 | 1983 | 1984 | 1985 | 1986 | 1987 | 1988 | 1989 | 1990 | w-v  |
| --------------- | ---- | ---- | ---- | ---- | ---- | ---- | ---- | ---- | ---- | ---- |
| Australian Open | g.t. | g.t. | g.t. | g.t. | g.t. | –    | –    | 2R   | –    | 1-1  |
| Roland Garros   | 1R   | 2R   | –    | 3R   | HF   | –    | 2R   | 3R   | 3R   | 11-7 |
| Wimbledon       | –    | 2R   | 1R   | –    | 3R   | 2R   | KF   | 2R   | 1R   | 7-7  |
| US Open         | 1R   | 1R   | –    | –    | –    | 1R   | 1R   | 1R   | –    | 0-5  |